# Други кичевски партизански одред
Други кичевски народноослободилачки партизански одред је био партизанска јединица у саставу Народноослободилачке војске и партизанских одреда Југославије током Другог светског рата у Југославији.

## Историјат
Формиран је 16. јуна 1943. године  у Кичеву од бораца издвојених из Кичевско-мавровског НОП одреда. Одред је вршио диверзантске акције, обезбеђујући села од напада балиста и качачких банди, а у својим политичким активностима радио је на формирању народноослободилачких одбора у рејону Кичева, Гостивара и у другим местима где је дејствовао. Током јула и августа исте године, одред је извршио више акција у селима око Кичева, као и диверзије на железничкој прузи Кичево-Струга, друмском правцу Кичево-Дебар и Кичево-Пресека. У септембру, у сарадњи са Првим кичевским НОП одредом, извео је више акција, а 11. септембра учествовао је у ослобађању Кичева. Учествовао је у разоружавању делова италијанске војске у рејону Кичева, а 23. септембра ступио је у састав Кичевског батаљона.